# Gerbillus hesperinus
Gerbillus hesperinus är en däggdjursart som beskrevs av Cabrera 1936. Gerbillus hesperinus ingår i släktet Gerbillus och familjen råttdjur. IUCN kategoriserar arten globalt som starkt hotad. Inga underarter finns listade i Catalogue of Life.
Denna ökenråtta är bara känd från en mindre region i Marocko nära staden Essaouira. Den lever där i sanddyner nära havet och i andra sandiga landskap.
Arten blir 90 till 114 mm lång (huvud och bål) och har en 98 till 120 mm lång svans. Bakfötterna är 20 till 28 mm långa och öronen är 13 till 16 mm stora. Viktuppgifter saknas. Den långa och mjuka pälsen har på ovansidan en sandbrun färg som blir mer kanelfärgad fram till sidorna. Det finns en tydlig gräns mot den vita undersidan. Även hakan, strupen, benen och fötterna är vita. Arten har hår på fötternas sulor. Svansen är uppdelad i en kanelfärgad ovansida och en vit undersida. Vid svansspetsen förekommer en liten tofs. Djuret har en diploid kromosomuppsättning med 58 kromosomer (2n=58).